# Daniele Balli
Daniele Balli (Firenze, 16 settembre 1967) è un allenatore di calcio ed ex calciatore italiano, di ruolo portiere, preparatore dei portieri del Ponsacco.

## Carriera
Cresce calcisticamente nell'Empoli. Entra nel giro della prima squadra fin dal 1985, senza, tuttavia, scendere in campo in campionato. Nella stagione 1988-1989 la formazione toscana lo manda a fare esperienza in C1, cedendolo al Trento, con cui disputa cinque gare di campionato.
Nella stagione 1989-1990 passa al Mobilieri Ponsacco. Con la squadra pisana, allora militante in Serie C2, Balli disputa la sua prima stagione da titolare, presenziando 30 volte in campionato. L'anno successivo gioca nel Tempio, sempre nella quarta serie, scendendo in campo 11 volte.
Nell'estate del 1991 il giocatore fa il suo ritorno all'Empoli. Tuttavia, la formazione toscana non punta inizialmente su di lui: tra il 1991 e il 1994 disputa appena due gare in C1. Solo nella stagione 1994-1995, ventisettenne, diventa titolare della squadra in cui è cresciuto, disputando 16 incontri.
Il periodo compreso tra il 1995 e il 1998 è senz'altro il migliore della sua carriera: ottiene, da protagonista, tre promozioni in tre anni.
Nell'annata 1995-1996 l'Empoli centra la promozione in Serie B, e Balli non salta nemmeno una gara, totalizzando 34 presenze. La stagione successiva i toscani riescono addirittura a ottenere promozione in A. Anche in questa circostanza, il portiere disputa ogni gara di quel campionato cadetto.
Nell'estate 1997 Balli non segue i compagni in Serie A. Ma rimanda il suo debutto nel massimo campionato soltanto di un anno: con la Salernitana, sua nuova squadra, si toglie la grande soddisfazione della terza promozione in tre anni, la seconda consecutiva dalla B alla A.
Il 12 settembre 1998 debutta in Serie A (in Roma-Salernitana 3-1). La stagione in A per i campani non è positiva, e la squadra retrocede in B. Balli totalizza 31 presenze.
Successivamente, il portiere torna a giocare in Serie B, nelle file dell'ambiziosa Ternana, con la quale disputa due annate, totalizzando 63 presenze. Nella stagione 2001-2002 è alla Pistoiese. La stagione a Pistoia si conclude con la retrocessione della squadra in Serie C1.
Per Balli è un momento difficile: terminato il contratto che lo legava alla squadra toscana, resta disoccupato fino a gennaio 2003, quando ricomincia dalla Serie C2, firmando per la Nocerina. Tra gennaio e giugno scende in campo 14 volte.
Nel settembre 2003 torna a giocare nell'Empoli, alla ricerca di un portiere d'esperienza. Ha, così, la possibilità di calcare nuovamente i campi della Serie A. La stagione 2003-2004, che vede Balli riserva di Luca Bucci, termina con la retrocessione della squadra in B.
Nell'annata 2004-2005 l'Empoli ha nuovamente affidato a Balli i gradi di portiere titolare. Daniele è sceso in campo 39 volte, contribuendo al ritorno immediato della squadra in Serie A.
La stagione 2005-2006 ha visto Balli contendersi il ruolo di titolare prima con Gianluca Berti poi con Cejas e scendere in campo 13 volte.
Il portiere ha iniziato il campionato 2006-2007 come titolare, totalizzando 30 presenze prima di cedere il posto, nella parte finale della stagione, al giovane Davide Bassi. I due si sono alternati a difendere la porta della squadra toscana anche durante il campionato 2007-2008, terminato con la retrocessione dell'Empoli in Serie B. Quest'ultimo è stato un campionato molto negativo per Balli culminata con la retrocessione.
Terminato il contratto con l'Empoli, si è ritrovato svincolato, prima di essere tesserato nel febbraio 2009 dal Pisa, dopo l'infortunio di Enrico Alfonso; ma il 21 febbraio 2009, circa una settimana dopo aver firmato il contratto con il Pisa, decide di rescindere lo stesso, in accordo con la società toscana.
Nell'estate del 2009 viene ingaggiato dalla Cerretese come preparatore dei portieri; a seguito di varie vicissitudini, messosi a disposizione della squadra, esordisce il 20 settembre 2009 nella gara casalinga contro la Vaianese (2-0), valida per il campionato di Promozione. Alla fine della stagione conterà 31 presenze, risultando una delle colonne della squadra, raggiungendo la finale play-off.
Nell'estate 2010 passa al Fucecchio seguendo il suo mister alla Cerretese Mauro Marchi. Nonostante le buone prestazioni, a causa degli scarsi risultati raccolti, lascia la squadra al termine della stagione.
L'8 gennaio 2012 ritorna in campo, nuovamente nelle file del Fucecchio, non riuscendo però a salvare la squadra dalla retrocessione e ritirandosi dal calcio giocato.

## Palmarès

### Club

#### Competizioni nazionali
- Coppa Italia Serie C: 1

Empoli: 1995-1996
- Campionato italiano di Serie B: 2

Salernitana: 1997-1998
Empoli: 2004-2005